# パーフェクトダーク ゼロ
『パーフェクトダーク ゼロ』（Perfect Dark Zero）は、2005年12月10日にマイクロソフトから発売されたXbox 360用ファーストパーソン・シューティングゲーム（FPS）である。略称は頭文字をとって「PDZ」とすることが多い。アメリカでは同年11月22日に、ヨーロッパでは同年12月2日に発売。

## 概要
- 日本では2005年12月10日にXbox 360のローンチタイトルとして発売された。
- 2000年に任天堂より発売されたNINTENDO 64用FPSの『パーフェクトダーク』の続編であり、同作品の主人公であるジョアンナ・ダークが一人前のエージェントとなるまでの過程が描かれている。
- 開発は前作同様イギリスのレア。開発の経緯は次節を参照。
- タイトルの『パーフェクトダーク』は、前作において、本作の主人公でもあるジョアンナ・ダークが、キャリントン協会におけるすべてのトレーニングで完璧な成績を収めたことに由来し、「ゼロ」は本作が前作の過去を描いていることを意味する。なお、本作をプレイする上で前作の知識は必要とされない。
- 30,000本の初回出荷分として『パーフェクトダーク ゼロ リミテッド エディション』が発売された。以下の特典が付いている。
  - メタルケース仕様
  - ボーナスDVD （コンセプトアート集、パーフェクトダーク ゼロ テーマソング、ノベライズ版パーフェクトダーク 第1章、ゲーマーアイコン、Xboxガイド用壁紙等を収録）
  - スペシャルコミックブック
  - 限定版リトグラフ
- 前作とは異なり、日本版は音声が日本語に吹き替えられている。ジョアンナ・ダークは釈由美子が吹き替えた。
- Xbox LIVEのダウンロードコンテンツで追加マップをダウンロードすることができる。

## 開発
本作はレアによって開発された。前作の後すぐに本作の開発に着手したとされている。本作の開発が初めて公表されたのは2000年の任天堂スペースワールドで、当時、任天堂がレアの株式の49%を所有していたことから、ニンテンドー ゲームキューブ用FPSとして同機本体と同時に発売されると発表された。しかし、2002年にマイクロソフトにレアが買収されたことで、Xbox専用ゲームとして作り直されることとなった。この時期に公開された資料では、主人公の体がカートゥーン風のグラフィックで表現されていたため、ゲームではトゥーンレンダリングの手法を用いるのではないかと噂されたこともあった。この後、続報はなく、この作品のシニアデザイナーであるクリス・ティルストンによると、完成から12か月前の状態でXbox 360専用ソフトとして作り直されることが決定され、Xboxでの開発は中止された。2005年5月12日にゲーム機本体と同時発売されることがマイクロソフトから発表され、すべての地域でXbox 360と同時発売された。前作が発売されてから5年もの年月が経過しており、当時の主要な開発者の多くがレアを退社していった中で開発された。

## ストーリー
西暦2020年。大手企業のデータ・ダイン社はとある遺跡でヒエログリフを発見。そこには世界を手中に収めることができる力を人に与える古代の遺産の位置が示されていた。その古代の遺産を巡り激しい戦いが勃発し、ジョアンナはその争いに巻き込まれてゆく。

### キャラクター
ジョアンナ・ダーク （声：釈由美子）
本作の主人公 （前作『パーフェクトダーク』の主人公でもある）。父ジャックの経営するダーク探偵社で修行中の身だが、既に立派な賞金稼ぎである。彼女の口癖は「人生には刺激がなきゃね」。
ジャック・ダーク （声：立木文彦）
ジョアンナの父でダーク探偵社のリーダー。海兵隊だったが、背中を負傷して警察官へ転職。その後探偵を兼ねた賞金稼ぎに転職する。まだ娘を未熟と見て、現場に出すか否かで迷っている。
チャンドラ （声：湯屋敦子）
ダーク探偵社の一員。主に依頼を受け、作戦を練るアシスタント。
ダニエル・キャリントン （声：茶風林）
キャリントン協会の設立者。
ツァン・リー （声：佐藤正治）
データ・ダイン社の幹部。彼は現在流行のバーチャル・コンバット・シミュレータによるデスマッチを主催している。
メイヘム （声：浅川悠）
ツァン・リーの娘。とある事件を発端にジョアンナに対して復讐心を抱く。
キリアン （声：高木渉）
香港ギャングの頭。ナイトクラブのオーナー。賞金欲しさにジーグラーを誘拐する。
ジョナサン （声：森川智之）
キャリントン協会特殊部隊のリーダー。基本的にアサルトライフルを愛用するが、マグナムリボルバーを使わせたら右に出るものはいない。
ドクター・ジーグラー （声：阪口周平）
今回の事件の鍵を握る人物。彼はかつてデータ・ダイン社に所属していた。
ユーステス・キャロル
データ・ダイン社の博士。かつてジーグラーと同僚だった。今は太平洋にある「トリニティ・プラットフォーム」で研究している。
Dr.キャロル （声：西村知道）
前作にAIとして登場したキャラクター。本作の中で関連性があると思わせる演出がされている。

## システム
- FPSであり、ゲーム中の視点は基本的にジョアンナのものとなる。ジョアンナの姿は、カットシーンやカバーポジションの際に確認できる。
- ミッション （シナリオに沿ってゲームを進めるモード） は、序盤では主に単独、あるいはパートナーと共に偵察・救出・侵入などが目的となるが、後半では多くの味方と共に敵陣を突破する強襲任務もある。
- 最大4つのウェポン スロットが携帯できる武器の容量を表している。ピストルなどの小さい武器ならば1スロット、マシンガンやアサルトライフルは2スロット、ロケットランチャーやスナイパーライフル等の大型武器は3スロット必要とする。また、武器によっては両手に2丁装備することが可能である。さらに入手した武器は次のステージへ持ち越しができる。
- 画面分割により4人での対戦が可能で、NPC (ノンプレイヤーキャラクター) を16体加えることも可能。ルールには個人戦の「キルカウント」。チーム戦の「チーム・キルカウント」。フラッグを奪い合う「キャプチャー・ザ・フラッグ」。エリアの支配を競う「テリトリー・ゲイン」。そのほか4種類のルールが存在。オンラインでは32人での対戦および2人での協力ミッション （CO-OPモード） が可能である。

## ミッション
ミッションモードで選択できるステージの一覧。
Mission 0
データコア: 破壊 （ロケーション:Pacific Ocean）
Mission 01
ナイトクラブ: 張り込み （ロケーション:Hong Kong）
Mission 02
サブウェイ: 奪回 （ロケーション:Hong Kong）
Mission 03
ルーフトップ: 脱出 （ロケーション:Hong Kong）
Mission 04
パレス: 侵入 （ロケーション:China）
Mission 05
ラボ: 救出 （ロケーション:China）
Mission 06
リバー: 掃討 （ロケーション:China）
Mission 07
トリニティ: 侵入 （ロケーション:Pacific Ocean）
Mission 08
トリニティ: 脱出 （ロケーション:Pacific Ocean）
Mission 09
ジャングル: 強襲 （ロケーション:South America）
Mission 10
テンプル: 偵察 （ロケーション:South America）
Mission 11
アウトポスト: 救出 （ロケーション:Africa）
Mission 12
ブリッジ: 襲撃 （ロケーション:Africa）
Mission 13
アリーナ: 対決 （ロケーション:Africa）

## 主なスタッフ
- パーフェクトダークゼロ開発チーム
- デザイナー&プロジェクト統括：Chris Tilston
- プロデューサー：Richard Cousins,Lee Schuneman
- ソフトエンジニア統括：Kieran Connell
- 背景描写統括：Sam Jones
- アニメーション統括：Jon Mummery
- プロップアーティスト統括：John Doyle
- コンセプトアーティスト統括：Will Overton
- キャラクターアーティスト統括：Kevin Bayliss
- デザイン・ストーリー：Dale Murchie
- 音楽：Dave Clynick
- 効果音：Jamie Hughes
- その他音響：Martin Penny,Dave Clynick
- ローカライゼーション：Andy Wilson
- 取扱説明書製作：Leigh Loveday,Dale Murchie,Will Overton
- その他プロモーションマテリアル：Jon Severn,Peter Hentze

## 備考
- マイクロソフトとサムスン電子がマーケティングで提携した関係で、本作のタイトル画面・メイン メニュー画面には「SAMSUNG」のロゴが表示されている。
- 本作の発売記念として、2005年12月9日と10日に東京メトロの主要駅で「PDZオリジナルブルーブレス」が無料で配布された[2]。本作のポスターに貼り付けられているブレスをそのまま持ち帰って良いという、ゲームの販促としては珍しい形態の配布となっている。